# شهرستان اورنج (ایندیانا)
شهرستان اورنج، ایندیانا (به انگلیسی: Orange County, Indiana) شهرستانی در ایالات متحده آمریکا است که در ایندیانا واقع شده‌است.